# Fouqueville
Fouqueville – miejscowość i gmina we Francji, w regionie Normandia, w departamencie Eure.
Według danych na rok 1990 gminę zamieszkiwały 433 osoby, a gęstość zaludnienia wynosiła 53 osoby/km² (wśród 1421 gmin Górnej Normandii Fouqueville plasuje się na 505. miejscu pod względem liczby ludności, natomiast pod względem powierzchni na miejscu 453).